# Chindits

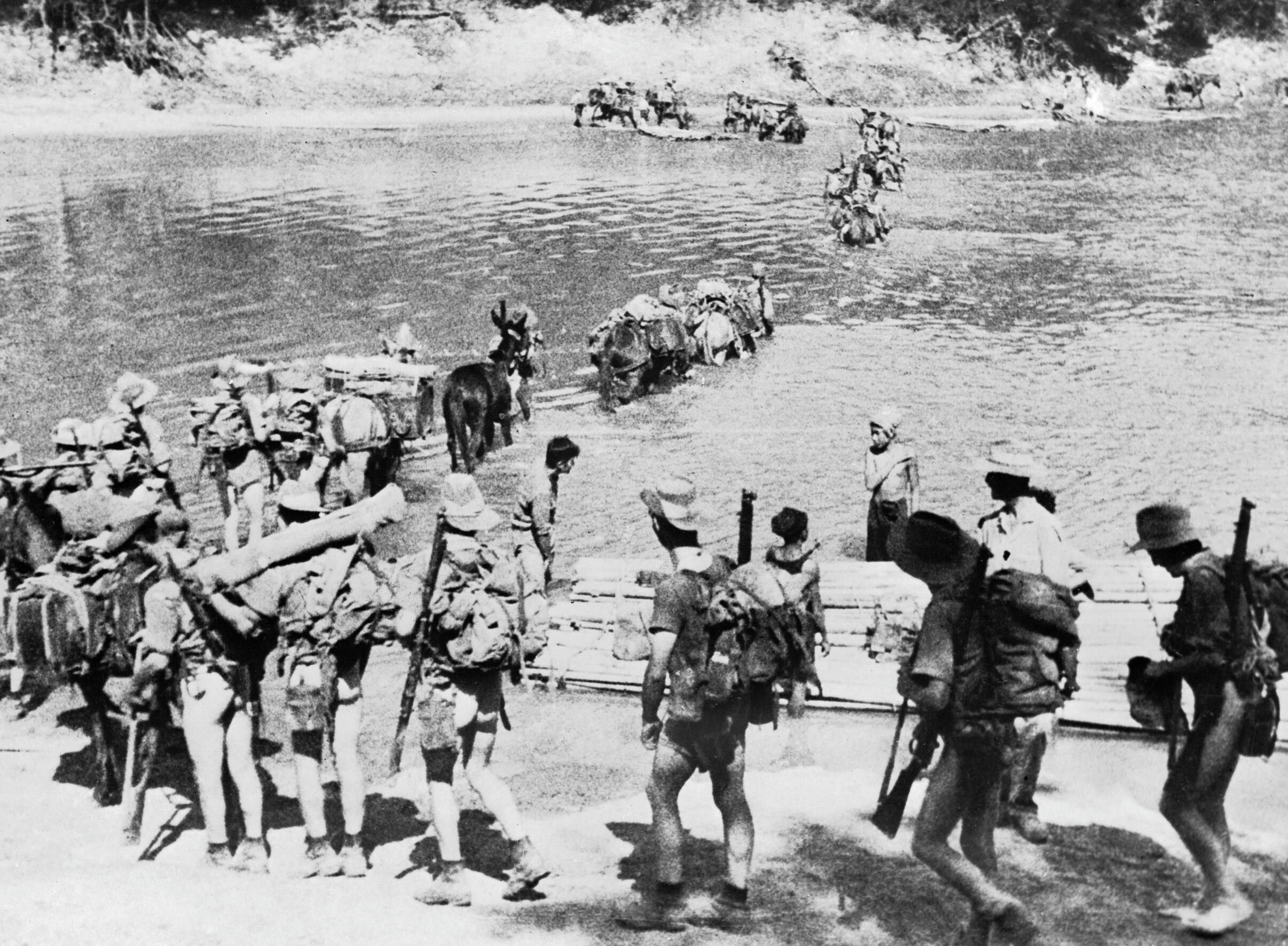
Uma coluna chindit cruza um rio na Birmânia. Homens atingidos por disenteria marchavam seminus.

Os Chindits (oficialmente, em 1943, Brigada de Infantaria 77 Índico e, em 1944, 3 ª Divisão de Infantaria indiana) foram uma "força especial"  da Índia britânica que serviu na Birmânia (atual Myanmar) e na Índia, em 1943 e 1944, durante a Campanha da Birmânia na Segunda Guerra Mundial.

Eram treinados como grupos de penetração de longo alcance para operar profundamente atrás das linhas japonesas. As operações foram marcadas por marchas prolongadas em terreno extremamente difícil, com tropas subnutridas, enfraquecidas por doenças como a malária e  disenteria. Os Chindits foram fruto da criatividade do comandante do exército britânico Orde Wingate na Segunda Guerra Mundial. 

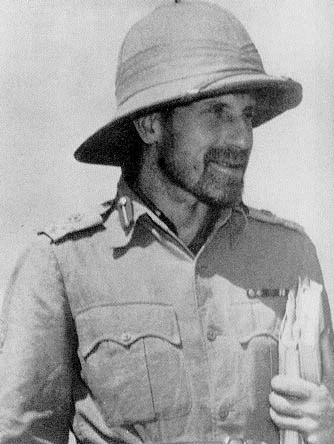
Orde Wingate

 A contínua controvérsia sobre a força tem-se centrado em torno da taxa de acidentes extremamente elevada que sofreu e o discutível valor militar de suas realizações.